# Arquidiocese de Tunja
A Arquidiocese de Tunja (Archidiœcesis Tunquensis) é uma circunscrição eclesiástica da Igreja Católica situada em Tunja, Colômbia. Seu atual arcebispo é Gabriel Ángel Villa Vahos. Sua Sé é a Catedral de Santiago de Tunja.
Possui 62 paróquias servidas por 168 padres, contando com 303350 habitantes, com 85,9% da população jurisdicionada batizada (260475 batizados).

## História
A diocese de Tunja foi erigida em 29 de julho de 1880 pela Bula Infinitus amor do Papa Leão XIII, derivando seu território da arquidiocese de Santafé em Nueva Granada (hoje arquidiocese de Bogotá), da qual era originalmente sufragânea.
Em 17 de julho de 1893 e 7 de março de 1955, cedeu partes de seu território em benefício da ereção do vicariato apostólico de Casanare (suprimido em 1999) e da diocese de Duitama (agora diocese de Duitama-Sogamoso), respectivamente.
Em 27 de outubro de 1962, cedeu uma parte do território em benefício da diocese de Barrancabermeja.
Em 20 de junho de 1964, foi elevada à categoria de arquidiocese metropolitana pela Bula Immensa Christi do Papa Paulo VI.
Em 26 de abril de 1977, cedeu outras partes de seu território em benefício da ereção das dioceses de Chiquinquirá e Garagoa.

## Prelados
| #                 | Nome                                | Período    | Notas                                  |
| Arcebispos        | Arcebispos                          | Arcebispos | Arcebispos                             |
| ----------------- | ----------------------------------- | ---------- | -------------------------------------- |
| 4º                | Gabriel Ángel Villa Vahos           | 2020-atual |                                        |
| 3º                | Luis Augusto Castro Quiroga, I.M.C. | 1998-2020  |                                        |
| 2º                | Augusto Trujillo Arango †           | 1970-1998  |                                        |
| 1º                | Ángel María Ocampo Berrio, S.J. †   | 1964-1970  |                                        |
| Bispos            |                                     |            |                                        |
| 5º                | Ángel María Ocampo Berrio, S.J. †   | 1950-1964  |                                        |
| 4º                | Crisanto Luque Sánchez †            | 1932-1950  | Nomeado Arcebispo de Bogotá            |
| 3º                | Eduardo Maldonado Calvo †           | 1905-1932  |                                        |
| 2º                | José Benigno Perilla †              | 1887-1903  |                                        |
| 1º                | Severo García †                     | 1881-1886  |                                        |
| Bispos auxiliares |                                     |            |                                        |
|                   | Juan Eliseo Mojica Oliveros         | 1967-1970  | Nomeado Bispo de Jericó                |
|                   | Crisanto Luque Sánchez †            | 1931-1932  | Elevado a Bispo                        |
|                   | Juan Nepomuceno Rueda Rueda         | 1882-1892  | Nomeado Bispo de Santa Fe de Antioquia |